# St Andrew Rural
St Andrew Rural var en civil parish 1894–1924 när det uppgick i Hertingfordbury, i grevskapet Hertfordshire i England. Civil parish var belägen 6 km från Ware och hade 59 invånare år 1921.